# Phare d'Happisburgh
Le phare d'Happisburgh est un phare situé dans le village côtier d'Happisburgh, dans le comté du Norfolk en Angleterre. Il est le seul phare exploité de façon indépendante en Angleterre et il est aussi le plus vieux de l'Est-Anglie.
Ce phare a été construit et géré par le Trinity House Lighthouse Service à Londres, l'organisation de l'aide maritime des côtes de l'Angleterre, jusqu'en 1990.
Il est protégé en tant que monument classé du Royaume-Uni de Grade II depuis 1987.

## Histoire
Le phare principal a été construit en 1790 comme l'un d'une paire de lumières à bougies ("High Lighthouse" et "Low Lighthouse"). C'est une tour conique de 26 m de haut, avec une lanterne dont le feu émet à 41 m au-dessus du niveau de la mer. Il a été électrifié en 1947.
L'autre phare (la « faible lumière ») était d'une hauteur de 6 m plus bas[pas clair], construit en bord de falaise. Il a été désarmé et démoli en 1883 avant qu'il soit atteint par l'érosion côtière. Sa lanterne a été réutilisée au phare de Southwold. Le phare est peint en blanc avec trois bandes rouges et a une lumière caractéristique de trois clignotements blancs, répétés toutes les trente secondes avec une portée en mer jusqu'à 22,5 km.
Les deux phares, chacun en tant que feu directionnel, ont marqué un passage sûr à l'extrémité sud des bancs de sable d' Haisborough Sands (en) pour les eaux sûres du chenal littoral nommé The Wolds.

### Phare indépendant
En 1987, Happisburgh fut l'un des cinq phares déclarés inutiles par Trinity House et sa désactivation était prévue pour juin 1988. Les villageois ont organisé une pétition pour s'opposer à la fermeture et, par conséquent, la date a été reportée.
En vertu du Merchant Shipping Act de 1894 Trinity House peut disposer d'un phare en activité seulement à une autorité de phare établie. Le 25 avril 1990, la Happisburgh Lighthouse Act a reçu l'assentiment royal établissant le Happisburgh Lighthouse Trust comme autorité locale du phare, et Happisburgh est devenu le seul phare opérationnel indépendant en Grande-Bretagne.
Identifiant : ARLHS : ENG-050 - Amirauté : A2336 - NGA : 1668 .
|                         |
| Le phare dans la plaine |

|                                                  |
| Localisation d'Happisburgh et des bancs de sable |

### Liens connexes
- Liste des phares en Angleterre